# Odhneria limnodromi
Odhneria limnodromi är en plattmaskart. Odhneria limnodromi ingår i släktet Odhneria och familjen Microphallidae. Inga underarter finns listade i Catalogue of Life.